# Засоби протипожежного захисту
За́соби протипоже́жного за́хисту — технічні засоби, призначені для запобігання, локалізації та ліквідації пожеж, захисту людей, матеріальних цінностей та довкілля від впливу небезпечних факторів пожежі.

## Засоби
До засобів протипожежного захисту відносяться: 
- устави пожежної сигналізації та пожежогасіння,
- системи оповіщення людей про пожежу і керування евакуацією,
- системи протидимного захисту,
- системи пожежного спостереження,
- первинні засоби пожежогасіння,
- блискавкозахист,
- вогнезахист конструкцій,
- протипожежні перешкоди.